# Adhesion (järnväg)
Begreppet adhesion används inom järnvägsammanhang för att beskriva energiförhållandet mellan ett tågs hjul och järnvägsräls. Adhesionsvikten – också omnämnd adhesiontryck – är då drivaxlarnas sammanlagda tryck mot rälsen. Denna multipliceras med en adhesionsfaktor, som uttrycker adhesionen – i detta fall den molekylära samverkan mellan stålhjul och stålräls vid normal nedsmutsning. Man får då fram förhållandet mellan adhesionsvikt och dragkraft, vilket benämns adhesionsutnyttjande. Adhesionsutnyttjandet kan som bäst bli 0,30–0,35 vid stillastående tåg på torr och ren räls. Vid vått eller halt spår sjunker värdet väsentligt. Loken kan ges samma adhesionsvikt som banans största tillåtna axellast, vilket ofta förkortas STAX och uttrycks i ton. När loket börjar slira övergår adhesionen till friktion, vilken har en lägre faktor och därmed ger sämre dragkraft.